# Ингельс, Уве
У́ве И́нгельс (англ. Ove Ingels; 16 февраля 1926 — 1977) — шведский кёрлингист.
В составе мужской сборной Швеции по кёрлингу участник чемпионата мира 1966 (заняли четвёртое место). Чемпион Швеции среди мужчин.
Играл на позиции четвёртого, был скипом команды.
В 1967 введён в Зал славы шведского кёрлинга (швед. Stora Curlare).
Вне кёрлинга работал дантистом.

## Достижения
- Чемпионат Швеции по кёрлингу среди мужчин: золото (1966).

## Команды
| Сезон   | Четвёртый  | Третий      | Второй      | Первый          | Турниры                      |
| ------- | ---------- | ----------- | ----------- | --------------- | ---------------------------- |
| 1965—66 | Ларс Драке | Олле Евальт | Уве Ингельс | Свен Фрюксениус | ЧШМ 1966 · ЧМ 1966 (4 место) |

(скипы выделены полужирным шрифтом)